# Domenica con Five
Domenica con Five è stato un programma televisivo italiano di genere contenitore per bambini, trasmesso da Canale 5 dal 25 ottobre 1981 al 1984, di domenica pomeriggio dalle 13:00 alle 20:30 per quattro edizioni.

## Il programma
È stato il primo contenitore pomeridiano per ragazzi lanciato nel 1981, su Canale 5. Il programma era condotto dal pupazzo Five (doppiato da Marco Columbro), Fabrizia Carminati e Augusto Martelli, insieme ad altre due mascotte: il serpente Bis e il cane Ivan.
Il programma, che si caratterizzava per una scenografia in cui il pupazzo Five, coadiuvato da Augusto Martelli, interpretava varie parodie comiche di fronte ad un pubblico di bambini in studio, aveva la funzione di lanciare i vari cartoni animati e telefilm della rete.. La trasmissione è andata in onda fino al 1984, alternandosi con Pomeriggio con Five e Five Time, analoghi programmi della rete che andavano in onda nei giorni feriali.

## Le sigle
La sigla, diversa da quella di Pomeriggio con Five e Five Time, intitolata Ma che Five ed usata in chiusura, è scritta da Mario Rasini e Augusto Martelli e cantata dalla mascotte di Canale 5.

## I programmi trasmessi

### Cartoni animati
Asterix, 
Candy Candy,
Charlie Brown,
Gatchaman - La battaglia dei pianeti, 
Golion, 
Gotriniton, 
I Puffi, 
L'ape Maia, 
La regina dei mille anni, 
Piccole donne,
Bambino Pinocchio, 
Tansor 5 - Avventure nella scienza,
Tom & Jerry.

### Telefilm
Alice, 
Baretta, 
Il mio amico Arnold, 
Enos, 
L'albero delle mele, 
Galactica, 
General Hospital, 
Giorno per giorno, 
Hazzard,
I Jefferson, 
Il mio amico Ricky, 
Il ritorno di Simon Templar, 
Jenny e Chachi,
Kung fu, 
L'uomo da sei milioni di dollari,
L'uomo di Atlantide, 
La piccola grande Nell, 
Le rocambolesche avventure di Robin Hood contro l'odioso sceriffo, 
Lou Grant, 
Love Boat,
Mary Tyler Moore, 
Maude, 
Ralph Supermaxieroe, 
Search, 
Serpico,
Spazio 1999, 
T.J. Hooker, 
Tarzan, 
The Doctors, 
Arcibaldo, 
Wonder Woman.